# 자시나이역
자시나이역(일본어: 茶志内駅 차시나이에키[*])은 일본 홋카이도 비바이시에 있는 홋카이도 여객철도 · 일본화물철도의 역이다. 역 번호는 A17이며, 단선 승강장과 섬식 승강장의 형태를 합친 복합 철도 역사이다.

## 이용 현황
| 연도     | 하루 평균 승차 인원 |
| 2008년도 | 19명                |
| -------- | ------------------- |

## 화물 취급
현재, 일본화물철도의 역은 차급 화물의 임시 화물역으로 되어 있다. 화물 열차의 발착은 없고, 화물 설비나 접속하는 전용선도 없다.
옛날에, 역의 동쪽에는 신일본 석유 비바이 유조소가 있어, 그 하역설비로 이어지는 전용선도 있었다. 이 노선은 석유 운송으로 사용되었기 때문에, 모토와니시역과 이 역의 사이에 석유 운송열차가 운행되고 있었다. 통폐합에 의해 유조소가 폐쇄된 일이었기 때문에, 2002년 6월 3일의 도착, 4일의 열차의 반송을 마지막으로 전용선은 폐지되었다.

## 역 주변
- 국도 제12호선

## 인접 정차역
| 홋카이도 여객철도 하코다테 본선 | 홋카이도 여객철도 하코다테 본선 | 홋카이도 여객철도 하코다테 본선 |
| ------------------------------- | ------------------------------- | ------------------------------- |
| A16 비바이 오타루 방면          | 하코다테 본선                   | 나이에 A18 아사히카와 방면      |